# Indonesische Fußballnationalmannschaft der Frauen
Die indonesische Fußballnationalmannschaft der Frauen repräsentiert den Inselstaat Indonesien im internationalen Frauenfußball. Da der nationale Verband Football Association of Indonesia Mitglied im Weltverband FIFA und im Kontinentalverband AFC ist, ist die Mannschaft für die Teilnahme an der Qualifikation zur Asienmeisterschaft berechtigt. Bislang gelang es der Mannschaft noch nicht sich für eine Weltmeisterschaft zu qualifizieren.

## Geschichte

### Asienmeisterschaft
Das erste Spiel der Geschichte für die Mannschaft, fand am 2. August 1977 während der Gruppenphase der Asienmeisterschaft 1977 gegen Gastgeber Taiwan statt und endete mit einer 0:5-Niederlage. Das darauffolgende Spiel gegen Japan gewann man aber mit 1:0 und zog so ins Halbfinale ein. Dort traf man auf Thailand, gegen diese man erst in der Verlängerung am Ende mit 1:2 verlor. Im Spiel um den dritten Platz, unterlag man anschließend noch Singapur mit 0:2. Nachdem man dann bei der darauffolgenden Ausgabe nicht wieder dabei war, nahm man aber an dem Turnier im Jahr 1981 teil und schied hier wiederum jedoch nach der Gruppenphase ohne eigenes Tor als letzter seiner Gruppe aus.
Hier blieb man dem nächsten Turnier auch wieder fern, womit die nächste Teilnahme dann bei der Asienmeisterschaft 1986 war. Mit zwei Siegen in der Gruppenphase und einer Niederlage gegen Thailand, gelang es hier nun aber über den zweiten Platz es eine Runde weiter zu schaffen. Nach einem 0:9 im Halbfinale gegen die Volksrepublik China, war dann hier aber auch wieder Schluss. Bei dem Turnier im Jahr 1989 war die Mannschaft dann im Vergleich zu vorherigen Ausgaben jedoch diesmal dabei, scheiterte aber bereits in der Gruppenphase. Aus diesem Turnier ist mit einem 8:0 über Nepal, jedoch der bis heute höchste Sieg zu verzeichnen.
Danach nahm die Mannschaft für eine lange Zeit nicht mehr an dem Turnier teil, erst als zur Ausgabe im Jahr 2006, erstmals eine Qualifikationsphase vor dem Turnier eingeführt wurde, nahm man an dieser wieder teil. Nach einem 0:0 gegen Singapur, setzte es im zweiten Spiel aber ein 0:4 gegen Thailand und so verpasste man hier aber auch die Endrunde bei diesem Turnier. Danach nahm man auch an der Qualifikation nicht mehr teil. Erst für das Turnier im Jahr 2022 stieg man in die Qualifikation wieder ein, bekam dort als einzigen Gegner aber auch nur Singapur. Gegen welchen man in zwei Partien jeweils mit 1:0 obsiegte. So qualifizierte man sich dann auch ohne große Mühen für die Endrunde bei dem Turnier. Mit einem Ergebnis von 0:28 Toren schied man hier aber als Gruppenletzter schnell und deutlich aus. Einen Großteil machte dabei auch die 0:18-Niederlage gegen Australien in der ersten Partie der Mannschaft bei dem Turnier aus. Diese ist bis heute auch die höchste Niederlage in der Geschichte der Nationalmannschaft.

## Turniere

### Olympische Spiele
- 1996: Nicht teilgenommen
- 2000: Nicht teilgenommen
- 2004: Nicht teilgenommen
- 2008: Nicht teilgenommen
- 2012: Nicht teilgenommen
- 2016: Nicht teilgenommen
- 2020: Nicht qualifiziert
- 2024: Nicht qualifiziert
- 2028: Nicht qualifiziert

### Weltmeisterschaft
- 1991: Nicht teilgenommen
- 1995: Nicht teilgenommen
- 1999: Nicht teilgenommen
- 2003: Nicht teilgenommen
- 2007: Nicht qualifiziert
- 2011: Nicht teilgenommen
- 2015: Nicht teilgenommen
- 2019: Nicht teilgenommen
- 2023: Nicht qualifiziert
- 2027: Nicht qualifiziert

### Asienmeisterschaft
- 1975: Nicht teilgenommen
- 1977: Vierter Platz
- 1979: Nicht teilgenommen
- 1981: Gruppenphase
- 1983: Nicht teilgenommen
- 1986: Vierter Platz
- 1989: Gruppenphase
- 1991: Nicht teilgenommen
- 1993: Nicht teilgenommen
- 1995: Nicht teilgenommen
- 1997: Nicht teilgenommen
- 1999: Nicht teilgenommen
- 2001: Nicht teilgenommen
- 2003: Nicht teilgenommen
- 2006: Nicht qualifiziert
- 2008: Nicht teilgenommen
- 2010: Nicht teilgenommen
- 2014: Nicht teilgenommen
- 2018: Nicht teilgenommen
- 2022: Gruppenphase
- 2026: Nicht qualifiziert

### Asienspiele
- 1990: Nicht teilgenommen
- 1994: Nicht teilgenommen
- 1998: Nicht teilgenommen
- 2002: Nicht teilgenommen
- 2006: Nicht teilgenommen
- 2010: Nicht teilgenommen
- 2014: Nicht teilgenommen
- 2018: Gruppenphase
- 2023: Nicht teilgenommen

### Südostasienmeisterschaft
- 1982: Zweiter Platz
- 1985: Zweiter Platz
- 2004: Vierter Platz
- 2006: Nicht teilgenommen
- 2007: Gruppenphase
- 2008: Gruppenphase
- 2011: Gruppenphase
- 2012: Nicht teilgenommen
- 2013: Gruppenphase
- 2015: Gruppenphase
- 2016: Nicht teilgenommen
- 2018: Gruppenphase
- 2019: Gruppenphase
- 2022: Gruppenphase
- 2025: Qualifiziert